# Liste der Straßen und Plätze in Rochwitz

Lage der Gemarkung Rochwitz in Dresden

Die Liste der Straßen und Plätze in Rochwitz beschreibt das Straßensystem im Dresdner Stadtteil Rochwitz mit den entsprechenden historischen Bezügen. Aufgeführt sind Straßen, die im Gebiet der Gemarkung Rochwitz liegen.
Die wichtigsten Straßen im Stadtteil Rochwitz sind die Krügerstraße, die Roseggerstraße, die Wachbergstraße und die Grundstraße. Bundesautobahnen oder Bundesstraßen gibt es im Dresdner Stadtteil Rochwitz nicht.

## Legende
Die nachfolgende Tabelle gibt eine Übersicht über die vorhandenen Straßen und Plätze im Ortsteil sowie einige dazugehörige Informationen. Im Einzelnen sind dies:
- Name/Lage: Aktuelle Bezeichnung der Straße oder des Platzes sowie unter ‚Lage‘ ein Koordinatenlink, über den die Straße oder der Platz auf verschiedenen Kartendiensten angezeigt werden kann. Die Geoposition gibt dabei ungefähr die Mitte der Straße an.
- Länge/Maße in Metern: Die in der Übersicht enthaltenen Längenangaben sind nach mathematischen Regeln auf- oder abgerundete Übersichtswerte, die in Google Earth mit dem dortigen Maßstab ermittelt wurden. Sie dienen eher Vergleichszwecken und werden, sofern amtliche Werte bekannt sind, ausgetauscht und gesondert gekennzeichnet. Bei Plätzen sind die Maße in der Form a × b dargestellt. Der Zusatz ‚im Stadtteil‘ bzw. ‚im Ortsteil‘ gibt an, wie lang die Straße innerhalb des Stadt-/Ortsteils ist, sofern sie durch mehrere Stadt-/Ortsteile verläuft.
- Namensherkunft: Ursprung oder Bezug des Namens.
- Jahr der Benennung: Zeitpunkt, zu dem die Straße ihren heute gültigen Namen erhielt (sofern bekannt).
- Anmerkungen: Weitere Informationen bezüglich anliegender Institutionen, der Geschichte der Straße, historischer Bezeichnungen, Baudenkmalen usw.
- Bild: Foto der Straße.

## Straßenverzeichnis
| Name/Lage                    | Länge/Maße                  | Namensherkunft | Jahr der Benennung | Anmerkungen                                                                       | Bild |
| ---------------------------- | --------------------------- | --- | ------------------ | --------------------------------------------------------------------------------- | ---- |
| Altrochwitz Lage             | 155 m                       | Alter Dorfkern von Rochwitz |                    | Es wurden Teile der Pappritzer und Wachwitzer Straße mit einbezogen.              |      |
| Am Wachwitzer Höhenpark Lage | 215 m                       | | 1946               |                                                                                   |      |
| Amselsteg Lage               | 370 m                       | Der Name geht auf einen Waldweg zurück.                                                                                              | 1911               | Hier befinden sich einige Kleingärten.                                            |      |
| Anzengruberweg Lage          | 105 m                       | | 1937               |                                                                                   |      |
| Auf der Höhe Lage            | 250 m                       | | 1953               | Die Straße hieß ursprünglich Prinzeß-Luisa-Straße.                                |      |
| Beskidenstraße Lage          | 420 m                       | Der Name erinnert an einen Gebirgszug im Grenzgebiet zwischen Polen und Tschechien.                                                  | 2004               |                                                                                   |      |
| Bühlauer Straße Lage         | 85 m                        | | 1907               | Die Straße hieß ursprünglich Mittelstraße.                                        |      |
| Gönnsdorfer Straße Lage      | 435 m                       | | 1926               | Wurde zunächst als Schönfelder Straße bezeichnet.                                 |      |
| Grundstraße Lage             | 665 m (innerhalb Rochwitz)  | | 1926               | Hat früher mehrere Mühlen miteinander verbunden.                                  |      |
| Hutbergstraße Lage           | 295 m (innerhalb Rochwitz)  | Der Name stammt von dem 311 Meter hohen Hutberg.                                                                                     | 1938               |                                                                                   |      |
| Karpatenstraße Lage          | 1160 m                      | | 1925               | Zuvor wurde der alte Fahrweg Mittelweg genannt.                                   |      |
| Kottmarstraße Lage           | 145 m                       | Der Kottmar ist ein Berg in der Oberlausitz.                                                                                         | 1967               |                                                                                   |      |
| Krügerstraße Lage            | 1140 m (innerhalb Rochwitz) | An der Krügerstraße 22 besaß der Müngraveur Reinhard Krüger ein Sommerhaus.                                                          |                    | An der Ecke Krüger-/Tännichtstraße befindet sich ein Gedenkstein an König Albert. |      |
| Lauschestraße Lage           | 50 m                        | Namensgeber ist ein in der Nähe von Zittau gelegener Berg.                                                                           | 1967               |                                                                                   |      |
| Malschendorfer Straße Lage   | 340 m                       | Nach dem kleinen Ort Malschendorf im Schönfelder Hochland benannt.                                                                   | 1936               |                                                                                   |      |
| Rodelweg Lage                | 880 m (innerhalb Rochwitz)  | |                    | Diente früher als Rodelbahn.                                                      |      |
| Roseggerstraße Lage          | 430 m                       | Erinnert an den österreichischen Schriftsteller Peter Rosegger.                                                                      |                    |                                                                                   |      |
| Scharfensteinstraße Lage     | 220 m                       | Sie trägt den Namen eines Berggipfels in der Sächsischen Schweiz.                                                                    | 1967               |                                                                                   |      |
| Tännichtstraße Lage          | 1110 m                      | Erinnert an das im 19. Jahrhundert teilweise gerodete Rochwitzer Tännicht.                                                           |                    |                                                                                   |      |
| Valtenbergstraße Lage        | 105 m                       | Der Name stammt von einem gleichnamigen Berg in der Oberlausitz.                                                                     | 1967               | Hatte zunächst den Namen Kamerunstraße.                                           |      |
| Wachbergstraße Lage          | 890 m                       | |                    | Ehemals Berg- bzw. Hauptstraße                                                    |      |
| Weißer-Hirsch-Straße Lage    | 610 m                       | |                    | Ursprünglicher Name war Waldparkstraße.                                           |      |
| Zweibrüderweg Lage           | 170 m                       | Soll an die beiden in Rochwitz tätigen Maurermeister Karl und Gustav Pietzsch erinnern, die das Bauland für Neurochwitz erschlossen. |                    |                                                                                   |      |